# Wollige kortvleugelmot
De wollige kortvleugelmot (Dasystoma salicella, synoniem Cheimophila salicella) is een vlinder uit de familie kortvleugelmotten (Chimabachidae).

## Beschrijving
De spanwijdte van de vlinder bedraagt ongeveer 6 tot 10 millimeter bij de wijfjes, die niet kunnen vliegen, en 17 tot 20 millimeter bij de mannetjes.
De wollige kortvleugelmot heeft eik, berk, wilg en Rododendron als waardplanten.
De vlinder is in Nederland een zeldzame en in België een zeer zeldzame soort, die verspreid over het hele gebied kan worden gezien. De soort kent één generatie, die vliegt in maart en april.